# Chapelle du Saint-Suaire
La chapelle du Saint-Suaire (en italien, Cappella della Santa Sindone) ou chapelle du Guarini, est une chapelle baroque construite à la fin du XVIIe siècle, à Turin, en Italie, considérée comme le chef-d'œuvre de Camillo-Guarino Guarini. Elle jouxte la cathédrale Saint-Jean-Baptiste de Turin.
Rotonde coiffée d'une haute coupole, elle abritait le Saint-Suaire, relique précieuse cédée à la maison de Savoie en 1453. 
En 1668, Camillo Guarino Guarini fut chargé de construire la chapelle, 90 ans après l’arrivée de la relique à Turin. Les travaux ne se terminent qu’en 1690. En 1694, le Saint-Suaire sera finalement placé dans l’autel créé spécialement pour lui par Antonio Bertola. 
La chapelle a rouvert ses portes en septembre 2018 après plus de 20 ans de fermeture depuis un incendie dévastateur en 1997. Le Saint-Suaire est conservé dans une longue châsse d'aluminium et de verre, au fond du collatéral gauche.